# Jo-Anne Faull
Jo-Anne Faull (* 13. Januar 1971) ist eine ehemalige australische Tennisspielerin.

## Karriere
In ihrer von 1988 bis 1996 dauernden Karriere gewann sie zwei WTA-Titel im Doppel. Dreimal gelang es ihr, bei Grand-Slam-Turnieren bis ins Viertelfinale der Doppelkonkurrenz vorzustoßen. 1989 stand sie im Endspiel des WTA-Turniers von Wellington, in dem sie der Spanierin Conchita Martínez unterlag.

## Turniersiege

### Doppel
| Nr. | Datum            | Turnier    | Kategorie  | Belag     | Partnerin        | Finalgegnerinnen               | Ergebnis       |
| --- | ---------------- | ---------- | ---------- | --------- | ---------------- | ------------------------------ | -------------- |
| 1.  | 10. Februar 1991 | Wellington | WTA Tier V | Hartplatz | Julie Richardson | Belinda Borneo Clare Wood      | 2:6, 7:5, 7:64 |
| 2.  | 4. Oktober 1992  | Taipeh     | WTA Tier V | Hartplatz | Julie Richardson | Amanda Coetzer Cammy Macgregor | 3:6, 6:3, 6:2  |

## Abschneiden bei Grand-Slam-Turnieren

### Einzel
| Turnier         | 1988 | 1989 | 1990 | 1991 | 1992 | Karriere |
| --------------- | ---- | ---- | ---- | ---- | ---- | -------- |
| Australian Open | 2    | 1    | 1    | 1    | 1    | 2        |
| French Open     | —    | AF   | 1    | —    | —    | AF       |
| Wimbledon       | 3    | AF   | 3    | 2    | 1    | AF       |
| US Open         | 1    | 1    | —    | —    | —    | 1        |

### Doppel
| Turnier         | 1988 | 1989 | 1990 | 1991 | 1992 | 1993 | 1994 | 1995 | Karriere |
| --------------- | ---- | ---- | ---- | ---- | ---- | ---- | ---- | ---- | -------- |
| Australian Open | 1    | 2    | VF   | AF   | 1    | 1    | 2    | 1    | VF       |
| French Open     | —    | AF   | AF   | 1    | 1    | 1    | 1    | —    | AF       |
| Wimbledon       | 2    | 1    | 1    | AF   | VF   | VF   | 1    | —    | VF       |
| US Open         | —    | 1    | 2    | 2    | 2    | —    | —    | —    | 2        |